# تيجليو
تجليو هي بلدية في مقاطعة سوندريو في المنطقة الإيطالية لومباردي ، وتقع على بعد حوالي 130 كيلومترًا (81 ميلًا) شمال شرق ميلانو وحوالي 20 كيلومترًا (12 ميلًا) شرق سوندريو ، على الحدود مع سويسرا.
عامل الجذب الرئيسي هو  بالازو بيستا، أحد مساكن عصر النهضة الرئيسية في لومباردي.